# 이서 (가수)
이현서(李賢瑞, 2007년 2월 21일 ~ )는 예명 이서(영어: Leeseo)로 알려진 대한민국의 가수다. 현재 IVE의 일원으로 활동하고 있다.

## 학력
- 서울잠원초등학교(졸업)
- 방배중학교 (졸업)
- 한림연예예술고등학교 (연예과 / 재학)

## 음악 경력

### IVE
2021년 싱글 음반 《ELEVEN》으로 데뷔했다. 이어 같은 해 4월 5일 《LOVE DIVE》와 2022년 8월 22일 《After LIKE》를 발매했다.
2023년 4월 정규 1집 음반인 《I've IVE》를 발매했다.

### 솔로
2022년 6월 28일 발매된 펩시와 스타쉽엔터테인먼트의 합작 홍보곡인 《Blue & Black》을 아린, 효정, 장원영, 세림, 정모와 함께 불렀다.
2024년 12월 15일 발매된 《언니, 이번 생엔 내가 왕비야》 OST 《MAY LILY》를 불렀다.

## 출연 작품

### 텔레비전 프로그램
- 《SBS 인기가요》 (2024년 4월 28일 ~ 현재) - 고정 진행자

### 웹예능
- 《소통의 神》 (2023년 10월 31일) - 게스트
- 《콩알탄》 (2024년 6월 21일) - 게스트